# Edward Gregson
Pour les articles homonymes, voir Gregson.
Edward Gregson est un compositeur anglais né le 23 juillet 1945 à Sunderland en Angleterre.
Il a écrit des œuvres de musiques orchestrale, de chambre, instrumentale et chorale, ainsi que de la musique pour le théâtre, le cinéma et la télévision.

## Formation
Edward Gregson étudie la composition avec Alan Bush et le piano au Royal Academy of Music de 1963 à 1967, où il obtint cinq prix de composition.

## Carrière universitaire
Edward Gregson fut Principal du Royal Northern College of Music à Manchester de 1996 à 2008.
Il a pris part à plusieurs comités traitant de l'éducation de la musique et de l'industrie de la musique. Il est membre affilié de la Royal Northern College of Music (RNCM) depuis 1999 et du Royal College of Music depuis 2000.
À partir du début des années 2000, Gregson fut l'objet de critiques de la part de membres et d'anciens élèves du RNCM pour avoir nommé Malcolm Layfield, précédemment un professeur de violon au RNCM, au poste de Head of School (en) du département des cordes à partir du 1er janvier 2002, malgré la connaissance par Gregson d'allégations que Layfield aurait eu des rapports sexuels avec plusieurs de ses étudiantes mineures,.

## Compositions et style
Edward Gregson a composé plusieurs œuvres orchestrales commissionnées par l'Orchestre philharmonique royal de Liverpool, l'Orchestre symphonique de Bournemouth, le Hallé Orchestra et le Orchestre philharmonique de la BBC. Sa musique a été jouée par de plusieurs autres orchestres de par le monde : au Royaume-Uni, l'Orchestre symphonique de Londres et tous (il y en a cinq) les orchestres de la BBC ; aux États-Unis, les orchestres de Détroit, Louisville et Albany (New York); en Asie, l'Orchestre philharmonique de Tokyo et l'Orchestre symphonique national de Chine[réf. nécessaire] ; et par d'autres orchestres en France, Allemagne, Pays-Bas, Luxembourg, et en Scandinavie.
Sa musique comprend pour une part importante des œuvres du répertoire pour brass band (ou autres ensembles de cuivres) et pour ensemble d'instruments à vent, dont pour les cuivres : Connotations (1977), Dances and Arias (1984), Of Men and Mountains (1991), The Trumpets of the Angels (2000) et Rococo Variation (2008) ; et pour les ensembles d'instruments à vent : Festivo (1985), Celebration (1990), The Sword and the Crown (1996), Concerto pour piano et instruments à vent (1997), et The Kings Go Forth (1998).
Il a composé plusieurs concertos, pour des instruments très variés : clarinette, violon, saxophone, tuba, piano, trompette, Cor d'harmonie, violoncelle ou pour orchestre, ainsi que de la musique de chambre, notamment pour piano ou pour cuivres (sonate pour quatre trombones, quintette pour cuivres).

## Enregistrements
Le label Chandos a publié plusieurs albums dédiés aux œuvres de Gregson :
- 2003 :  Blazon, Concerto pour clarinette, Concerto pour violon, Stepping Out - (CHAN 10105)
- 2008 : Concerto pour trompette, Concerto pour saxophone, Concerto pour piano and vents (CHAN 10478)
- 2010 : Musique pour orchestre de chambre, Concerto pour trompette, Two Pictures pour orchestre à vents, A Song for Chris (concerto pour violoncelle) (CHAN 10627)
- 2014 : Dream Song, Concerto pour Cor d'harmonie, Aztec Dances, Concerto pour Orchestre (CHAN 10822)

Plusieurs albums ont été enregistrés pour sa musique pour cuivres par des groupes variés, sur le label Doyen :
- Gregson Volume 1 (DOY CD 017) Desford Colliery Caterpillar Band, 1992 :
  - Dances et Arias
  - Concerto pour Cor d'harmonie et Brass band (avec Frank Lloyd (en), cor d'harmonie)
  - Connotations
  - Of Men and Mountains
- Gregson 2
- Gregson 3
- Gregson 4 The Trumpets of the Angels
- Halle Brass plays Gregson
- Edward Gregson Wind Music
- Gregson 5 Symphony

## Liste des œuvres
- 1966 : In The Beginning ()
- 1967 : Quintette pour cuivres ()
- 1968 : Musique pour orchestre de chambre ()
- 1968 : March Prelude ()
- 1971 : Concerto pour Cor d'harmonie ()
- 1971 : Concerto pour Cor d'harmonie (version pour ensemble à vents) ()
- 1976 : Concerto pour tuba (version orchestrale) ()
- 1976 : Concerto pour tuba (version pour Brass band) ()
- 1976 : Concerto pour tuba (version pour orchestre à vents) ()
- 1978 : Flourish for Orchestra ()
- 1979 : Metamorphoses ()
- 1979 : Concerto pour trombone ()
- 1982 : Six petites pièces pour piano ()
- 1983 : Contrastes - concerto pour orchestre ()
- 1983 : Equale Dances ()
- 1983 : Sonate pour piano en un mouvement ()
- 1983 : Concerto pour trompette ()
- 1984 : Dances and Arias ()
- 1984 : Sonate pour quatre trombones ()
- 1985 : Festivo ()
- 1986 : Occasion ()
- 1987 : Missa Brevis Pacem ()
- 1988 : Make A Joyful Noise ()
- 1992 : Of Men and Mountains ()
- 1994 : Concerto pour clarinette ()
- 1997 : A Welcome Ode ()
- 1999 : The Dance, forever the Dance ()
- 2006 : Concerto pour saxophone ()
- 2007 : Concerto pour violoncelle ()
- 2009 : Dream Song ()
- 2009 : Goddess ()
- 2009 : Tributes ()
- 2010 : Aztec Dances (version instrumentale)
- 2011 : Triptych (instrumental)
- 2012 : An Album for my Friends (instrumental)
- 2012 : Symphony in two movements, pour brass band
- 2012 : Of Distant Memories (sous-titré Musique dans un ancien style), pour brass band
- 2013 : Aztec Dances – concerto pour flute et ensemble
- 2013 : Concerto pour trombone (version pour brass band)
- 2013 : Concerto pour Cor d'harmonie (version pour orchestre)
- 2014 : Remember, pour voix et chœur
- 2014 : quartet à cordes